# Койнар
Койнар е връх в планината Алиботуш (или Славянка), България. Височината му е 1649 m и е труднодостъпен.

## Описание
Издига се на най-високото от второстепенните планински била, северно от главното между Голям Царев връх на югозапад и Свети Константин на изток. Има пирамидална форма и стръмни склонове, като северните и източните се спускат към река Хамбарица (Буровица). Върхът е изграден от мрамори. Покрит е с кафяви горски почви. Обрасъл е във високите си части с алпийска тревна растителност, а по северните му склонове има иглолистни гори.